# نراد ساخالین
نراد ساخالین (نام علمی: Abies sachalinensis) نام یک گونه از سرده نراد است.